# Poležaevskaja
Poležaevskaja in russo Полежаевская? è una stazione della Metropolitana di Mosca situata sulla Linea Tagansko-Krasnopresnenskaja. Inaugurata il 30 dicembre 1972 come parte del ramo originale Krasnopresnenskij e della Linea Krasnopresnenskaja, la stazione non è rea quelle comuni nella metropolitana moscovita, in quanto la costruzione prevede tre passaggi e due banchine; nonostante questo, non fu la prima stazione ad essere costruita con questo metodo (vedere a tale scopo Partizanskaja, anche se lo scopo di tale design era diverso). Il progetto prevedeva che la stazione fosse di interscambio, con un ramo in direzione Pineta d'Argendo (Serebrjannji Bor). Tuttavia, il progetto fu modificato a costruzione già iniziata, e il disegno originale fu quindi portato a termine.
Chiamata come il costruttore e capo della metropolitana negli anni quaranta e cinquanta Vasilij Dementevič Poležaev, la stazione presenta un design a tre arcate, con una serie di pilastri al centro di ogni banchina, che creano un ampio spazio al di sopra del tracciato ferroviario. I pilastri ottagonali sono ricoperti in marmo giallo di diverse tonalità e le mura di piastrelle in ceramica bianca sono opera degli architetti Fokina e Popov.
Solo la banchina nord è aperta ai passeggeri; quella sud è invece chiusa e il terzo binario (con il tunnel che si estende oltre la stazione per 340 metri) è utilizzato per il ricovero notturno dei treni. I due ingressi (uno dei quali fornito di ascensore) sono collegati con sottopassaggi al di sotto di via Choroshovo.
Nelle vicinanze della stazione si trovano le stazioni di Chorošëvskaja posta lungo la linea 11 e la stazione di Chorošyovo posta lungo la linea 14.
Il traffico di passeggeri quotidiano sostenuto dalla stazione è di 73.700 persone.